# شركة المنافع

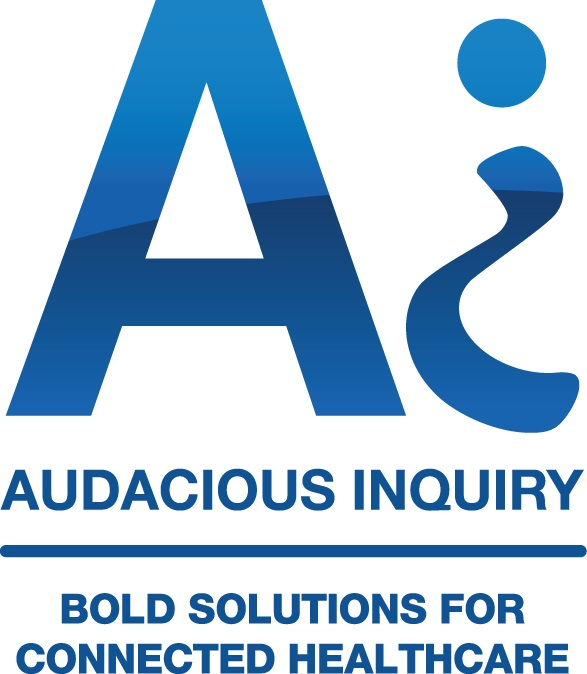
شعار لشركة منافع أمريكية

تُعد شركة المنافع (بالإنجليزية: benefit corporation)‏ في الولايات المتحدة تحديداً نوعًا من الكيانات المؤسسية الربحية، التي تتضمن التأثير الإيجابي على المجتمع والعاملين والمجتمع والبيئة بالإضافة إلى ربحها، وهي نوع من شركات مصممة لتكون هادفة وتعمل ليس فقط لمصلحة المساهمين، ولكن أيضاً لمصلحة العمال ومجتمعاتهم، وبيئتهم. أنه نوع جديد من الهياكل المؤسساتية الذي يهدف إلى تمكين الشركات من العمل نحو الأهداف المجتمعية، جنباً إلى جنب مع زيادة قيمة حقوق المساهمين، دون خرق واجب الأمانة التقليدي والتعرض لدعاوى قضائية بالنسبة للمساهمين الراغبين في رفع القيمة النقدية بأي ثمن.